# Iván Márquez (guérillero)
Pour les articles homonymes, voir Iván Márquez.
Iván Márquez, de son vrai nom Luciano Marín Arango, né à Florencia (Caquetá) le 16 juin 1955, est un homme politique et guérillero colombien, membre des Forces armées révolutionnaires de Colombie (FARC).

## Biographie
Iván Márquez enseigne durant quelques années la biologie dans un collège au nord du département de Caquetá, et s'engage en 1980 dans le troisième front des FARC qui opérait dans les montagnes environnantes.
Il se réinsère dans la vie civile après les accords de La Uribe entre les guérilleros et le gouvernement de Belisario Betancur, en 1984, et devient député suppléant de l'Union Patriotique. À la suite de la répression qui vise ce parti, qui voit notamment les assassinats de milliers de militants alors que lui-même reçoit de menaces de mort, il reprend les armes à la fin des années 1980. Intégré au Bloc caraïbes sous le pseudonyme d'Iván Márquez, il est considéré comme le principal adjoint d'Efrain Guzmán et est appelé à rejoindre le secrétariat des FARC dans les années 1990. Il assume finalement le commandement du Bloc caraïbes après le décès d'Efrain Guzmán en 2003, ainsi que les contacts internationaux de l'organisation depuis la mort de Raúl Reyes en 2008.
Il est le négociateur principal des FARC lors des négociations de paix avec le gouvernement colombien de 2012 à 2016.
En août 2019, il annonce reprendre les armes, accusant le gouvernement de ne pas respecter les termes de l'accord. La dissidence qu'il dirige prend le nom de Segunda Marquetalia et entend adopter une nouvelle manière de mener le conflit, notamment en mettant fin aux attaques contre l’armée. « Nous aurons un nouveau mode opératoire contre l’État. Nous ne répondrons qu’à l’offensive. Nous ne voulons pas continuer à nous entretuer entre frères de classe pendant qu’une oligarchie arrogante continue de manipuler notre destin », souligne Ivan Marquez dans sa vidéo, précisant que les attaques ne viseraient plus désormais que l'« oligarchie ».
Le gouvernement américain offre une prime pouvant atteindre dix millions de dollars pour sa capture. D’après les renseignements militaires, son groupe de dissidents Segunda Marquetalia compterait plus de 1 600 combattants. L'organisation accepte de négocier un accord de paix avec le gouvernement de Gustavo Petro, le premier président de gauche de l'histoire contemporaine de la Colombie, et une trêve est observée depuis début 2023.
Selon les autorités colombiennes, Iván Márquez aurait été blessé dans un attentat en 2022 et hospitalisé au Venezuela. Caracas n'est pas en mesure de confirmer cette information et évoque des « spéculations ». Certaines sources annoncent sa mort en juillet 2023 des suites des graves blessures qu'il aurait subies lors de cet attentat.
En mai 2024, il apparait dans un vidéo exprimant son soutien à la proposition du gouvernement Petro de réunir une assemblée constituante.